# Сида (село)
Сида (абх. Сида, груз. სიდა) — село в Абхазии, в Галском районе частично признанной Республики Абхазия, согласно административному делению Грузии — в Гальском муниципалитете Абхазской Автономной Республики. Расположено в 7 км к югу от райцентра Гал. В административном отношении село представляет собой административный центр сельской администрации Сида.

## Границы
На западе сельская администрация Сида граничит с с/а (сёлами Верхний Баргяп и Нижний Баргяп, на севере — с с/а (сёлами) Ряп и Шашикуара; на юге — с с/а (сёлами) Ганахлеба (Марчхалон), Набакиа и Таглан, на востоке — с с/а (селом) Чубурхиндж.

## Население
По данным переписи 1989 года на территории Сидской сельской администрации (сельсовета) и села жило 2046 человек, по данным переписи 2011 года население сельской администрации Сида составило 718 человек, в основном грузины (98,6 % или 708 чел.), а также абхазы (1,0 % или 7 чел.).